# أنتوني هيلاري
أنتوني هيلاري (28 أغسطس 1926 في المملكة المتحدة - 20 يونيو 1991 في المملكة المتحدة) (بالإنجليزية: Anthony Hillary)‏ هو لاعب كريكت بريطاني (وحمل سابقاً جنسية المملكة المتحدة لبريطانيا العظمى وأيرلندا). لعب مع Berkshire County Cricket Club ‏ ونادي جامعة كامبريدج للكريكيت ‏.

## وصلات خارجية
- أنتوني هيلاري على موقع إي آس بي آن كريك إنفو (الإنجليزية)